# Schleichende Strömung
Schleichende Strömungen (auch Stokes-Strömungen genannt) sind dadurch charakterisiert, dass in ihnen die Reibungskräfte sehr viel größer sind als die Trägheitskräfte. Es treten also kleine Reynolds-Zahlen auf. Beispiele sind hochviskose Fluide in einem Gleitlager oder in Extrudern.
Für schleichende Strömungen lassen sich die Navier-Stokes-Gleichungen vereinfachen. Dies führt im gewöhnlichen Fall für inkompressible newtonsche Fluide auf ein lineares System der Form
{\displaystyle {\begin{aligned}\mu \cdot \Delta {\vec {v}}&=\nabla p-{\vec {f}},\\\nabla \cdot {\vec {v}}&=0,\end{aligned}}}
mit
- der dynamischen Viskosität {\displaystyle \mu }
- dem Laplace-Operator {\displaystyle \Delta }
- dem Geschwindigkeitsfeld {\displaystyle {\vec {v}}}
- dem Nabla-Operator {\displaystyle \nabla }
- dem (statischen) Druck {\displaystyle p}
- dem Kraftvektor {\displaystyle {\vec {f}}}.[1]